# 마지막 전쟁 (1994년 드라마)
《마지막 전쟁》은 1994년 4월 8일에 MBC에서 방영한 베스트극장이다.

## 줄거리
고시생 철승은 사귀던 한주가 임신해서 결혼까지 하게 된다. 철승은 한주가 잘 나가는 사람의 발목을 잡았다고 생각하고, 한주는 자신이 철승에게 과분하다고 여긴다. 고시까지 포기하고 생계을 꾸려 가던 철승은 어느날 바가지 밖에 긁을 줄 모르는 한주를 죽이기로 결심한다.

## 등장 인물

### 주요 인물
- 강남길
- 최화정

### 그 외 인물
- 진희
- 김지훈
- 차윤회
- 정채섭
- 김찬구
- 조성숙
- 김승현
- 김동수
- 최범호
- 조민기
- 차인표
- 최정미